# سيدارفيل (إلينوي)
سيدارفيل (بالإنجليزية: Cedarville)‏ هي منطقة سكنية تقع في الولايات المتحدة في إلينوي. يقدر عدد سكانها بـ 741 نسمة .

## الموقع الجغرافي
الموقع الجغرافي للمناطق المحيطة بهذه النقطة هو كالتالي:

## أعلام
- أليس هالدمان
- جين آدمز